# Werner Henke
Werner Henke (13 mai 1909 - 15 juin 1944) est un officier de la Kriegsmarine, commandant du U-boot U-515 pendant la Seconde Guerre mondiale. L'U-515 est coulé par la Force opérationnelle américaine 22.3, commandée par Daniel V. Gallery (en) le 9 avril 1944. Capturé avec environ 40 hommes de son équipage, il est abattu en essayant de s'échapper du camp de prisonniers de guerre à Fort Hunt, en Virginie, aux États-Unis.

## Jeunesse et carrière navale
Henke a été élevé à Rudak, un petit village à proximité de Toruń. Lorsque Toruń est rattaché à la Pologne en 1920, la famille Henke déménage à Celle dans la province de Hanovre. Henke rejoint la Reichsmarine en avril 1934 après plusieurs années passées dans la marine marchande.
Henke étudie à l'Académie navale de Mürwik et sert sur le croiseur lourd allemand Admiral Scheer. En cinq ans de formation, il n'a passé qu'une semaine à étudier la tactique de guerre des U-boote. En 1937, il passe deux ans stationné à la base navale de Pillau (Baltiysk). En mai 1939, il est affecté à bord du cuirassé SMS Schleswig-Holstein, où il prend part aux premiers coups de canons de la Seconde Guerre mondiale lors de la bataille de Westerplatte.
En avril 1940, il commence six semaines de formation à l'école de U-boote à Neustadt in Holstein. Avant la fin de sa formation, il a été reconnu coupable de désertion et envoyé à une unité de châtiment. En novembre, il a été affecté à l'U-124.

## U-515
En novembre 1941, il est envoyé à l'école de commandement sous-marine et le 21 février 1942, l'U-515 débute sa période de formation sous le commandement de Henke.
Au cours de ses 7 patrouilles qui l'ont amené dans l'Atlantique Nord et jusqu'au golfe de Guinée, l'U-515 a coulé 23 navires et en a endommagé deux autres qui ont coulé plus tard, en plus d'endommager deux autres navires qui eux, n'ont pas coulé.
Henke a été capturé lorsque l'U-515 a été coulé à 15 h 10 le 9 avril 1944 dans l'Atlantique, au nord-ouest de Madère, à la position 34° 35′ N, 19° 18′ O, par des bombes du porte-avions d'escorte américain USS Guadalcanal et des charges de profondeur des destroyers d'escorte USS Pope (en), USS Pillsbury (en), USS Chatelain (en) et USS Flaherty (en). 40 survivants ont été faits prisonniers par les navires de guerre.

## Internement et décès

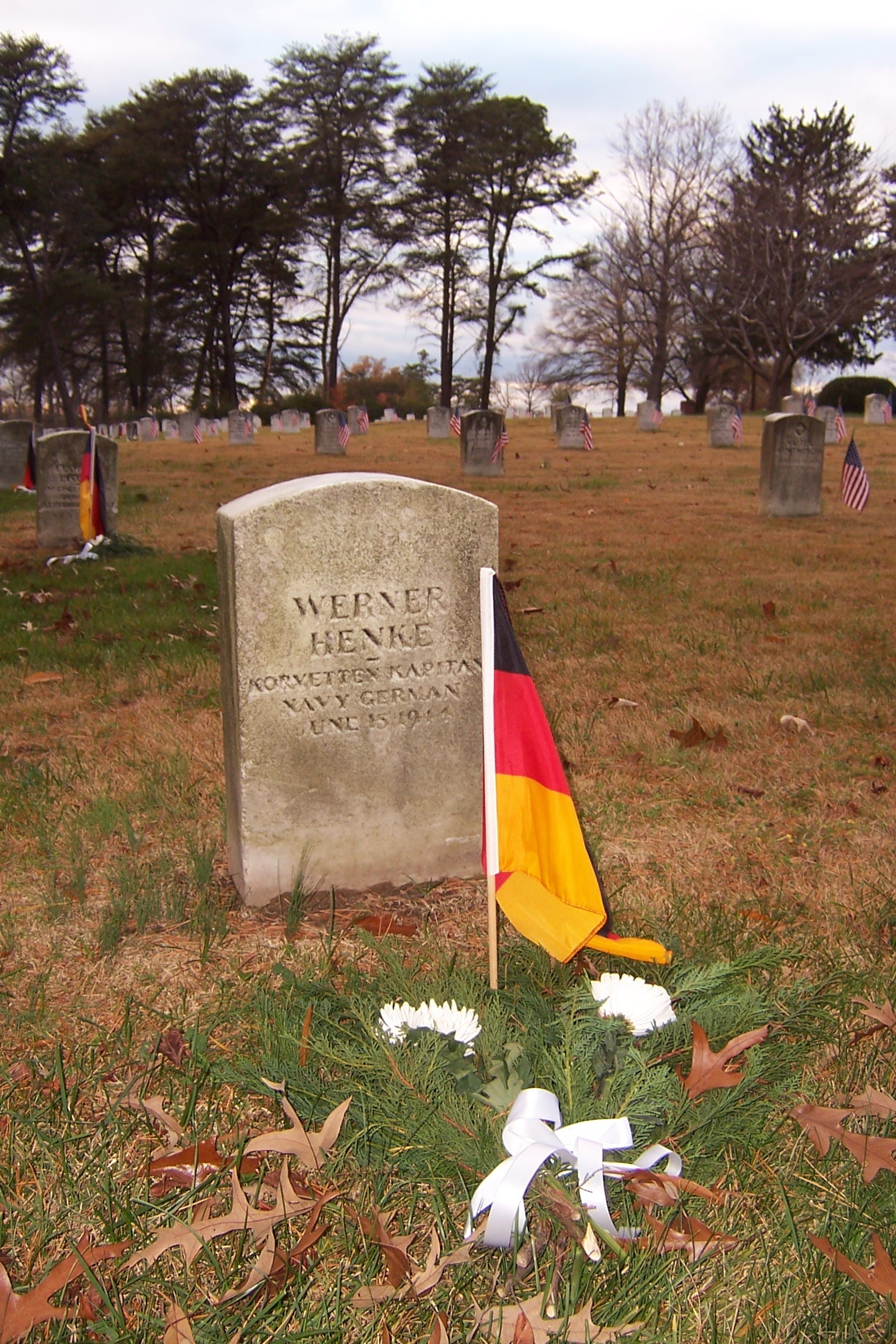
Tombe de Werner Henke à Fort Meade, en 2008.

Une diffusion de propagande britannique l'avait accusé à tort de tirer sur des survivants britanniques du Ceramic, un navire à passagers coulé par l'U-515 le 7 décembre 1942. Henke a donc cru que les britanniques voulaient le juger comme criminel de guerre. Étant au courant, le Capitaine Daniel V. Gallery (en), dans l'espoir d'extorquer des renseignements de lui ou de son équipage, le menace de le renvoyer aux britanniques s'il ne coopère pas. Gallery parvient à lui faire signer un document acceptant de coopérer avec les interrogateurs.
Henke a été interné dans un centre de renseignement militaire, connu sous le nom de P. O. Box 1142 à Fort Hunt, en Virginie, sous la menace d'une extradition vers l'Angleterre s'il ne coopérait pas. Le 15 juin 1944, il se dirigea vers la clôture du centre de renseignement et commença à grimper. Malgré l'ordre de s'arrêter, il continua à grimper jusqu'à ce qu'un gardien l’abatte d'une rafale de mitrailleuse.

## Postérité
Henke a été promu à titre posthume Korvettenkapitän. Il est enterré au cimetière Fort George G. Meade, dans le Maryland, avec 32 autres prisonniers de guerre allemands et 3 prisonniers de guerre italiens.
Une cérémonie durant le jour Volkstrauertag (l'équivalent allemand du Memorial Day) se tient chaque année en novembre, où l'Attaché militaire de l'ambassade allemande à Washington DC dépose une couronne avec un ruban aux couleurs du drapeau allemand en commémoration de tous ceux enterrés à Fort George G. Meade. Il n'est pas rare de voir des fleurs devant sa tombe.

## Résumé de carrière

### Navires attaqués
| Date              | Nom du navire     | Nationalité  | Tonnage | Fait         | Victimes |
| ----------------- | ----------------- | ------------ | ------- | ------------ | -------- |
| 12 septembre 1942 | Stanvac Melbourne | Panama       | 10 013  | Coulé        | 1        |
| 12 septembre 1942 | Woensdrecht       | Pays-Bas     | 4 668   | Perte totale | 1        |
| 13 septembre 1942 | Nimba             | Panama       | 1 854   | Coulé        | 20       |
| 13 septembre 1942 | Ocean Vanguard    | Royaume-Uni  | 7 174   | Coulé        | 11       |
| 14 septembre 1942 | Harborough        | Royaume-Uni  | 5 415   | Coulé        | 5        |
| 15 septembre 1942 | Sørholt           | Norvège      | 4 801   | Coulé        | 7        |
| 17 septembre 1942 | Mae               | USA          | 5 607   | Coulé        | 1        |
| 20 septembre 1942 | Reedpool          | Royaume-Uni  | 4 838   | Coulé        | 5        |
| 23 septembre 1942 | Antonius          | USA          | 6 034   | Endommagé    | 0        |
| 23 septembre 1942 | Lindvangen        | Norvège      | 2 412   | Coulé        | 15       |
| 12 novembre 1942  | HMS Hecla         | Royal Navy   | 10 850  | Coulé        | 283      |
| 12 novembre 1942  | HMS Marne         | Royal Navy   | 1 920   | Endommagé    | 0        |
| 7 décembre 1942   | Ceramic           | Royaume-Uni  | 18 713  | Coulé        | 656      |
| 4 mars 1943       | California Star   | Royaume-Uni  | 8 300   | Coulé        | 50       |
| 9 avril 1943      | Bamako            | France libre | 2 397   | Coulé        | 6        |
| 30 avril 1943     | Bandar Shahpour   | Royaume-Uni  | 5 236   | Coulé        | 1        |
| 30 avril 1943     | Corabella         | Royaume-Uni  | 5 682   | Coulé        | 9        |
| 30 avril 1943     | Kota Tajandi      | Pays-Bas     | 7 295   | Coulé        | 6        |
| 30 avril 1943     | Nagina            | Royaume-Uni  | 6 551   | Coulé        | 2        |
| 1er mai 1943      | City of Singapore | Royaume-Uni  | 6 555   | Coulé        | 0        |
| 1er mai 1943      | Clan Macpherson   | Royaume-Uni  | 6 940   | Coulé        | 4        |
| 1er mai 1943      | Mokambo           | Belgique     | 4 966   | Coulé        | 0        |
| 9 mai 1943        | Corneville        | Norvège      | 4 554   | Coulé        | 0        |
| 18 mai 1943       | HMS Chanticleer   | Royal Navy   | 1 350   | Perte totale | 0        |
| 17 décembre 1943  | Kingswood         | Royaume-Uni  | 5 080   | Coulé        | 0        |
| 20 décembre 1943  | Phemius           | Royaume-Uni  | 7 406   | Coulé        | 23       |
| 24 décembre 1943  | MV Dumana (en)    | Royaume-Uni  | 8 427   | Coulé        | 39       |

### Décorations
- Médaille de service de longue durée de la Wehrmacht 4e classe (1er octobre 1936)
- Croix d'Espagne en Bronze (6 juin 1939)
- Médaille des Sudètes (23 octobre 1940)
- Croix de fer (1939) 2e classe (17 septembre 1939) & 1re classe (4 octobre 1941)
- Insigne de combat des U-Boote (1939) (4 mai 1941)
- Croix de chevalier de la croix de fer
  - Croix de chevalier (140e de la Kriegsmarine, 72e de la Ubootwaffe) le 17 décembre 1942 en tant que Oberleutnant zur See zur Verwendung and commander of U-515
  - Feuilles de chêne (252e de la Wehrmacht, 1er de la Kriegsmarine, 33e de la Ubootwaffe) le 4 juillet 1943 en tant que Kapitänleutnant et commandant du U-515